# Duitse Wapenstilstandscommissie
De Duitse Wapenstilstandscommissie of Wapenstilstandcommissie Wiesbaden (Duits:Waffenstillstandskommission of WAKO, Frans: Commission allemande d'armistice) was de commissie die verantwoordelijk was voor de uitvoering en toezicht op de wapenstilstandsovereenkomst van 22 juni 1940 tussen Frankrijk en nazi-Duitsland (artikel 22 van het Verdrag).
Het hoofdkwartier was in Wiesbaden in het zuidwesten van Duitsland (vandaar soms Wapenstilstandscommissie Wiesbaden genoemd). Het stond tot februari 1941 onder leiding van generaal Carl-Heinrich von Stülpnagel en daarna van generaal Oskar Vogl. Deze commissie behandelde alle aangelegenheden die met de gevechten en de Duitse bezetting van Frankrijk verband hielden: demobilisatie van het leger, wapenindustrie, krijgsgevangenen, transport, communicatie, grondstoffen, enz. die door tal van subcomités werd behandeld. De belangrijkste economische delegatie zou worden geleid door de Duitse diplomaat Hans Richard Hemmen. Oorspronkelijk had het vooral te maken met de bezettingskosten van het Duitse leger, maar het werd voornamelijk door de Duitsers benut om de economie van Frankrijk aan te passen aan de behoeften van het Reich.
Een Franse delegatie, benoemd door de Franse regering, vertegenwoordigde de Franse belangen in het hoofdkantoor van deze commissie en voerde de orders van de Duitse Wapenstilstandscommissie uit (zie punt 22). De Franse delegatie stond tot september 1940 onder leiding van generaal Charles Huntziger en werd daarna opgevolgd door generaal Paul-André Doyen. Doyen bleef het hoofd van de Franse delegatie tot eind 1941. De Franse delegatie had ten opzichte van de Duitse delegatie haast geen macht en over en weer was er ontevredenheid en dikwijls was er een rapport van de Franse grieven.
De Wapenstilstandscommissie verloor haar invloed nadat Pierre Laval in 1942 opnieuw premier was geworden en de onderhandelingen rechtstreeks door Vichy werden gedaan. Er werd ook geconcurreerd met andere Duitse organisaties als de economische afdeling van het Duitse militaire bestuur van het bezette Frankrijk die geleid werd door Michel Elmart, hoofd van meer dan 1000 werknemers.

## Leden van de Franse delegatie
Dit overzicht is mogelijk incompleet; u kunt helpen door het uit te breiden.
- Jean Berthelot (1897-1985), ingenieur en minister van Transport en Communicatie in de Vichy-regering
- Maurice Couve de Murville (1907-1999)[3], directeur van de externe Financiën van het Vichy-regime,
- Paul-André Doyen (1881-1974), Franse generaal, voerde later bevel over het Alpenleger in 1945
- Charles Huntziger (1888-1941), generaal en minister van Oorlog
- Jean Bichelonne (1904-1944), toekomstig minister van Industriële Productie, Communicatie en Arbeid.[4]